# Burakumin
Burakumin (部落民 "povo de vilarejo") é um povo residente no Japão.
De todas as minorias no Japão, poucas sentem de maneira tão intensa o preconceito quanto os burakumin, grupo que representa de 3% da população japonesa.

## Descrição

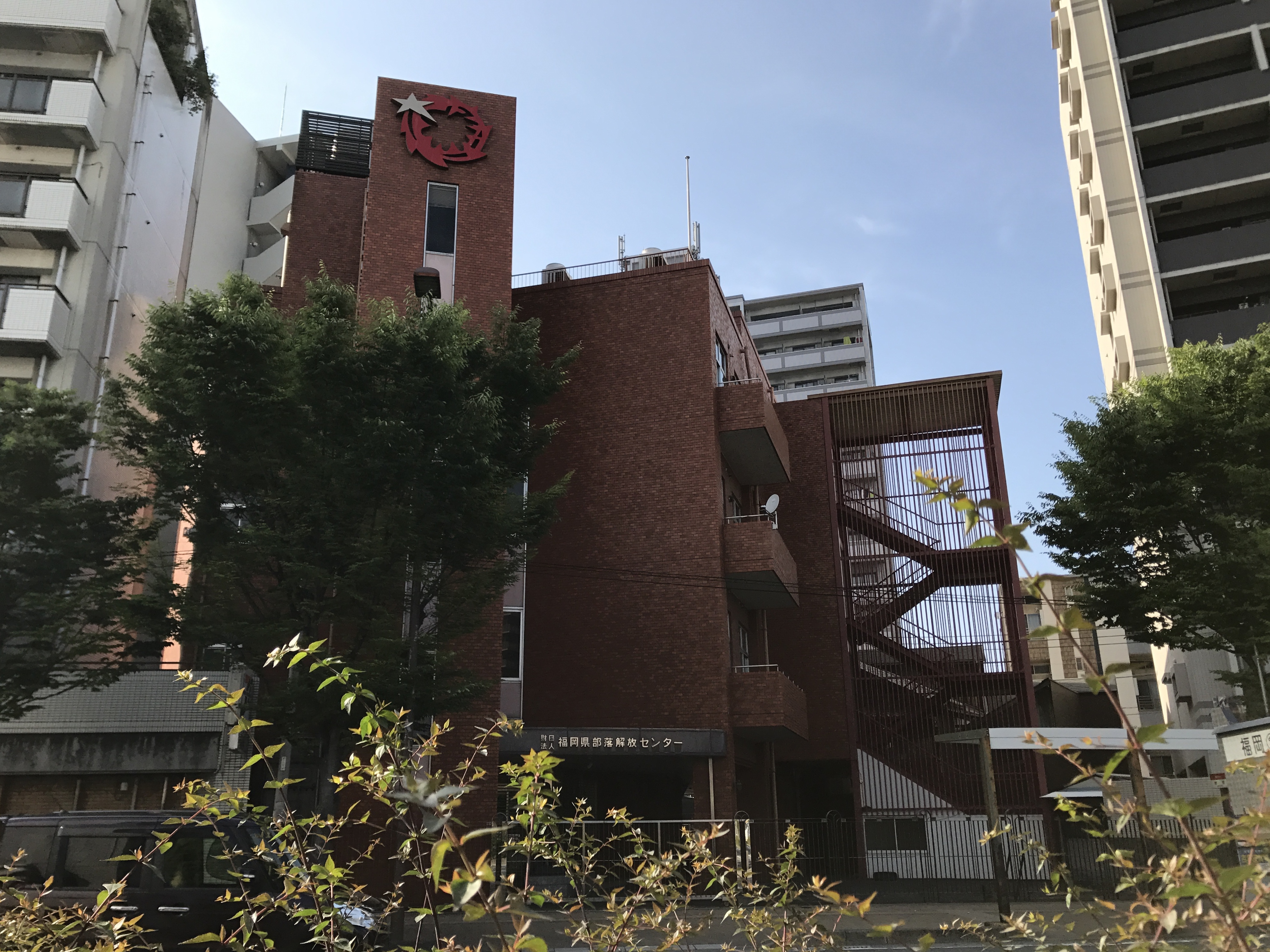
Fukuoka (prefeitura), Centro de Libertação de Buraku

Durante o período medieval, os burakumin eram a casta mais baixa na hierarquia social. Eles trabalhavam em funções consideradas impuras, como executores de criminosos, curtidores de couro, açougueiros, varredores de rua e coveiros. Tradicionalmente viviam em guetos específicos e eram proibidos de frequentar templos de outras castas. O sistema feudal de castas também era hereditário, o que perpetuava o estigma social do grupo.
A base da discriminação com os burakumin está no preceito xintoísta da pureza, que um ser humano podia se tornar impuro ao fazer atividades consideradas "sujas". Apenas em 1871 o grupo foi permitido morar fora de guetos, mas a discriminação social se manteve. Até hoje, grande parte dos trabalhadores de serviços tidos como impuros como lixões e fábricas de produtos de carne são burakumin.
É importante realçar, entretanto, que alguns dos artistas mais importantes da história do Japão foram — e são — Burakumin. Entre eles, houve vários artistas e criadores do teatro noh, assim como de kabuki, e de kyogen.